# 澉浦所城
澉浦所城位于中国浙江省嘉兴市海盐县澉浦镇西部、西大街底，现存西门肃武门及附近部分夯土残墙。
澉浦为唐开元五年（717）设镇，历宋元皆无城池，明洪武十九年（1386）设澉浦千户所，隶海宁卫，同年始筑土城，永乐十六年（1418）改以砖石重砌，正统八年（1443）又以砖石重新包砌，清代顺治、康熙、乾隆时均有重修。1978年开挖长山河时自城中穿过，城墙大半被拆除，仅存西侧一段。1991年澉浦镇政府整修城墙并在原西门旁新开一城门，新城门风格、式样均与旧城门相同，其上建肃武亭。近年澉浦镇政府拟对西城墙进行恢复重建，建设“肃武门公园”，并疏浚修复护城河。
澉浦城墙原呈平行四边形，城周八里十七步（约4635.2米），高二丈四尺五寸（约7.84米），设城门四座、水门一座、敌台十六座，四座城门分别为东门延春门、西门肃武门、南门靖溟门和北门拱辰门，门外均设吊桥，西门附设水门。护城河周九里三步（约5188.8米），深一丈一尺（约3.52米），阔五丈（约1.6米）。城墙外侧以条石叠砌，内侧以块石垒筑，中间填土。今存西面夯土残墙长1736米，残高4米，厚7米；西城门洞宽3.16米，高3.2米，进深9米，呈拱形，以条石错缝砌筑。
原城内主要街道呈十字形，分东西南北四条大街和南北两条小街，有巷弄十八条，四条大街分别连通四座城门，出城北至海盐县，南至江滨长墙山（今长山），西至海宁县，东亦至江滨。原城内的主要建筑有澉浦所署、公馆、常积仓、城隍庙、真武庙、土地庙、天妃宫、禅悦寺、海门寺和延真观等（图）。